# Hài hòa nguyên âm
Trong âm vị học, sự hài hòa nguyên âm là quá trình đồng hoá trong đó các nguyên âm trong một từ phải thuộc cùng chung một lớp (tức là phải "hài hòa"). Trong những ngôn ngữ có hài hòa nguyên âm, có những ràn buộc về việc nguyên âm nào sẽ xuất hiện gần nhau. Hài hòa nguyên âm được thấy trong nhiều ngôn ngữ chắp dính. Hậu tố và tiền tố thường tuân theo quy tắc hài hòa nguyên âm.

## Thuật ngữ
Thuật ngữ hài hòa nguyên âm mang hai nghĩa khác nhau.
Nghĩa thứ nhất, nó chỉ bất kỳ quá trình đồng hoá nguyên âm khoảng cách xa nào, bất kể tiến hoặc thoái. Khi dùng theo nghĩa này, thuật ngữ hài hòa nguyên âm đồng nghĩa với thay đổi âm (metaphony).
Nghĩa thứ hai, hài hòa nguyên âm chỉ nhắc tới hài hòa nguyên âm tiến (đầu đến cuối). Đối với hài hòa nguyên âm thoái, thuật ngữ umlaut được sử dụng. Theo nghĩa này, metaphony là thuật ngữ chung trong khi hài hòa nguyên âm và umlaut là tiểu thể loại của metaphony. Thuật ngữ umlaut còn được dùng theo một nghĩa khác để nhắc tới một loại hình phân lớp nguyên âm. Bài này sẽ dùng "hài hòa nguyên âm" cho cả hài hòa tiến và thoái.